# Sunpu
Das chinesische Buch Sǔnpǔ (chinesisch 笋谱) [deutsch Bambussprossen-Handbuch] ist der berühmteste bambuskulturelle Klassiker. Es wurde unter der Nördlichen Song-Dynastie vom buddhistischen Mönch Zànníng (chinesisch 赞宁) (919–1001) verfasst und enthält Ausführungen über alle Aspekte der Bambussprossen im Bambusland China.  Das vor dem Jahr 996 geschriebene Werk ist eine wichtige Quelle zur Geschichte der chinesischen Ess- und Trinkkultur, insbesondere der vegetarischen Küche. Es ist in einem Band (chinesisch 卷, Pinyin juàn) erschienen und umfasst fünf Abschnitte. Ein früher Druck des Werkes ist in der historischen chinesischen Buchreihe Shuōfú (chinesisch 说郛) enthalten, es fand aber auch in vielen anderen Bücherreihen Aufnahme.

## Autor
Der Mönch Zanning erlangte Berühmtheit als Übersetzer und Historiker des Buddhismus. Er lebte im Gebirge Tiāntái Shān (chinesisch 天台山), später im Kloster Língyǐn Sì (chinesisch 灵隐寺). 

## Inhalt des Buches
Das Sunpu lehnt sich stilistisch eng an das Buch Chajing (d. h. den Tee-Klassiker / Das Buch vom Tee) von Lu Yu (chin. 陆羽) (728–804) an. Präsentiert werden berühmte Arten, Herkunftsorte, Zubereitungsmethoden, Zitate aus der klassischen Literatur und Erläuterungen. Das dritte Kapitel ist unter anderem diätetischen Aspekten gewidmet. Geschildert werden 94 Formen, charakteristische Merkmale, geographische Verbreitung und Verwendung der Bambussprossen.
1. 10 Namen (bzw. Alternativnamen)
2. 98 Arten
3. 13 Arten der Verwendung in der Küche
4. 60 klassische Literaturstellen
5. Sonstiges – 8 Punkte

Darin enthalten sind auch Anmerkungen über die Aufbewahrung und Kultivierungsmethoden.